# Code 01 Bad Girl
Code 01 Bad Girl é o extended play de estreia do grupo feminino sul-coreano Ladies' Code, lançado em 7 de março de 2013 através da gravadora Polaris Entertainment.

## Antecedentes
Em meados de um 2012, o grupo Ladies' Code iniciou as preparações para sua estreia. Sojung, ex-finalista do reality show The Voice Of Korea, confirmou sua presença na formação do grupo em 20 de fevereiro de 2013, relatando que sua estreia iria ocorrer em meados do próximo mês. As divulgações se iniciaram em 25 de fevereiro com o lançamento do teaser da integrante Rise, seguido pelo de Sojung no dia seguinte, e de EunB, Zuny e Ashley nos dias subsequentes. Em 4 de março, a Polaris Entertainment divulgou um teaser para o videoclipe de estreia do grupo.

## Lançamento
O extended play foi inteiramente lançado em 7 de março de 2013, acompanhado do single Bad Girl e seu videoclipe. O Ladies' Code realizou sua primeira apresentação ao vivo no programa musical M Countdown no mesmo dia. Apesar de ser um artista novato, a canção de estreia Ladies' Code desempenhou boas posições em diversas paradas musicais da Coreia do Sul, incluindo Daum Music Chart, Soribada e Mnet, eventualmente conseguindo a colocação 34 no Gaon Music Chart. As promoções para Bad Girl se encerraram em 21 de abril no programa Inkigayo.

## Lista de faixas
| N.º | Título                | Letras                       | Música                       | Duração |  |
| 1.  | "Intro of Bad Girl"   |                              |                              | 0:34    |  |
| 2.  | "Bad Girl" (나쁜여자) | Super Changddai              | Super Changddai              | 3:17    |  |
| 3.  | "Super Girl"          | Kim Eun-su                   | E. One                       | 3:11    |  |
| 4.  | "Dada La"             | Kim Eun-su                   | E. One                       | 3:36    |  |
| 5.  | "I Won't Cry"         | Super Changddai Hong Ji-sang | Super Changddai Hong Ji-sang | 3:54    |  |

## Desempenho comercial

### Paradas musicais
| Região                           | Parada               | Melhor posição |
| -------------------------------- | -------------------- | -------------- |
| Coreia do Sul (Gaon Music Chart) | Weekly Albums Chart  | 23             |
| Coreia do Sul (Gaon Music Chart) | Monthly Albums Chart | 60             |
| Coreia do Sul (Gaon Music Chart) | Yearly Albums Chart  | —              |

## Histórico de lançamento
| Região        | Data de lançamento | Formatos            | Gravadora                    | Catálogo   |
| ------------- | ------------------ | ------------------- | ---------------------------- | ---------- |
| Coreia do Sul | 7 de março de 2013 | CD Download digital | Polaris Entertainment CJ E&M | CMCC-10068 |